# Гржимек, Михаэль
Михаэ́ль Гржи́мек (нем. Michael Grzimek; 12 апреля 1934, Берлин — 10 января 1959, заповедник Серенгети, Танганьика) — немецкий учёный-биолог и путешественник, посвятивший жизнь — вместе со своим отцом, знаменитым учёным Бернхардом Гржимеком — борьбе за сохранение диких животных Африки (заповедника Серенгети).

## Биография
Родился 12 апреля 1934 года в Берлине. Был вторым сыном Бернхарда Гржимека и Хильдегарды Прюфер.
Последние годы Второй мировой войны провёл с матерью и старшим братом на ферме в Алльгое, которую в 1930-е годы купил его отец.
Уже в детстве Михаэль помогал отцу в его исследованиях животных, а в 16 лет отправился вместе с ним в экспедицию в Кот-д’Ивуар.
10 января 1959 года самолет, пилотируемый 24-летним Михаэлем, столкнулся с птицей и потерял управление; лётчик погиб. Михаэля похоронили в тот же день у края кратера Нгоронгоро. Позже над его могилой правительство Танзании возвело каменную пирамиду. Здесь же в 1987 году была захоронена урна с прахом его отца.
Эпитафия на памятнике М. Гржимеку на его могиле гласит: «Он отдал всё, что имел, даже свою жизнь, за то, чтобы сохранить диких животных Африки».

### Семья
Михаэль Гржимек был женат на Эрике Шуф (род. 31 июля 1932 года). У них родилось двое сыновей — Стефан Михаэль (род. в 1956) и Кристиан Бернхард (род. в 1959 — после смерти своего отца).
В 1973 году Бернхард Гржимек развёлся со своей первой женой и в 1978 году женился на Эрике, усыновив двоих её детей.

## Память
Книга и документальный фильм о Серенгети, вышедшие после смерти Михаэля, привлекли внимание мировой общественности к судьбе национального парка Серенгети и его обитателей. Лента «Серенгети не должен умереть!» стала первым немецким фильмом, удостоенным «Оскара» (1959).

## Галерея

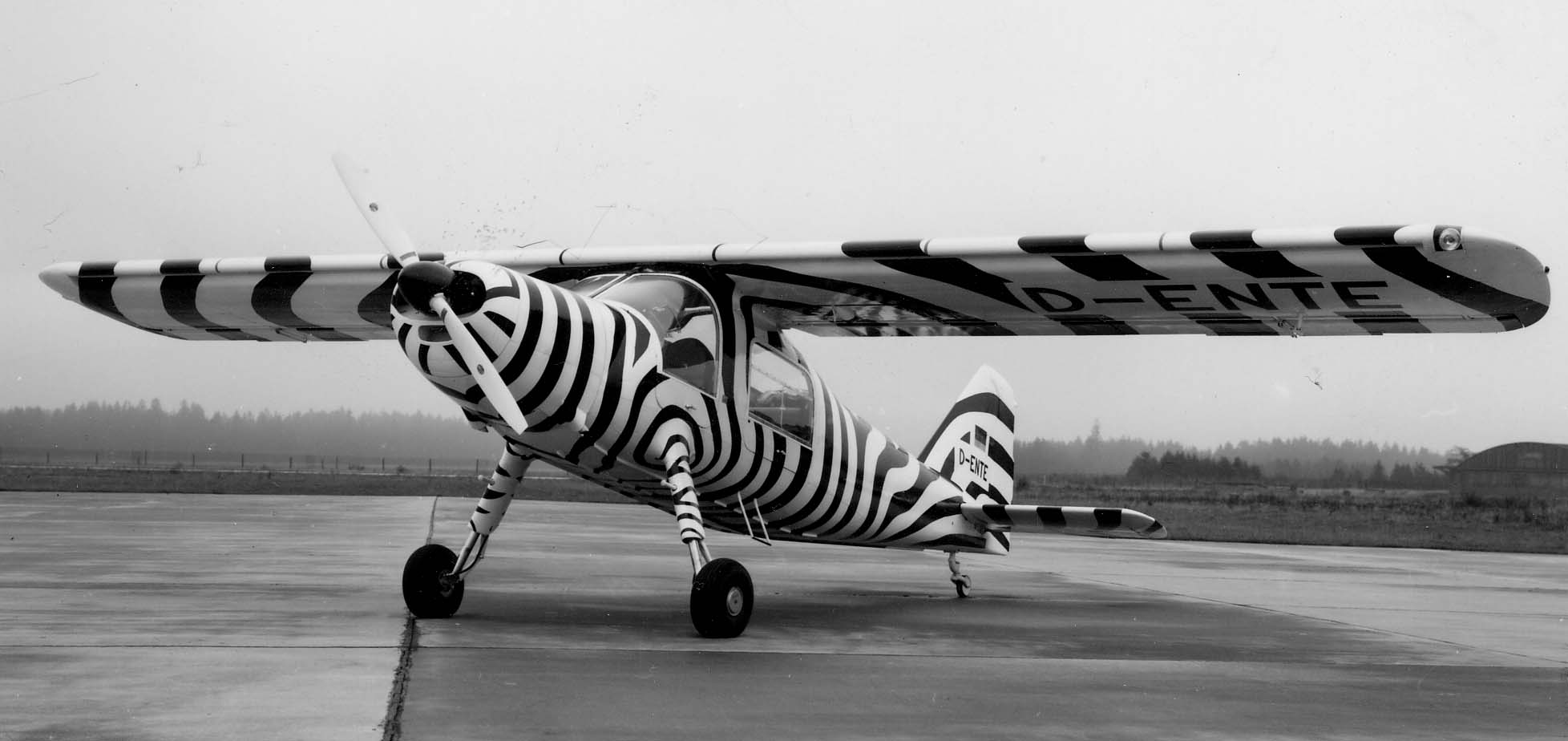
Самолёт Dornier Do 27 Михаэля Гржимека
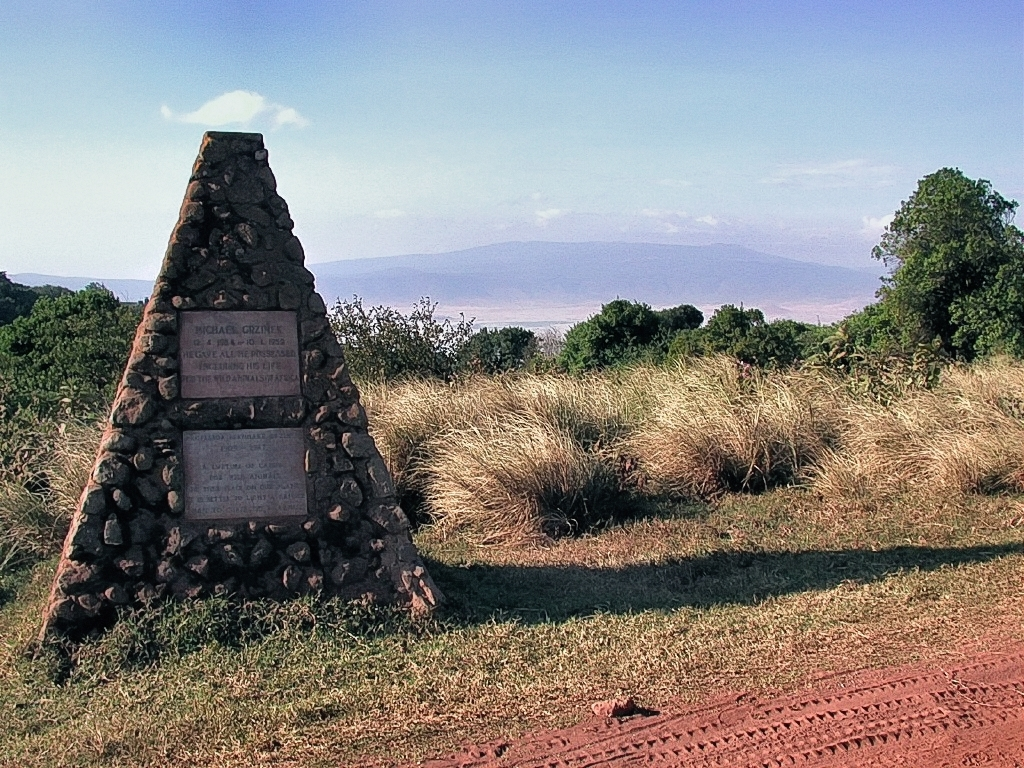
Могила Гржимеков